# Edward Youde Aviary
Koordinaten: 22° 16′ 36″ N, 114° 9′ 40″ O

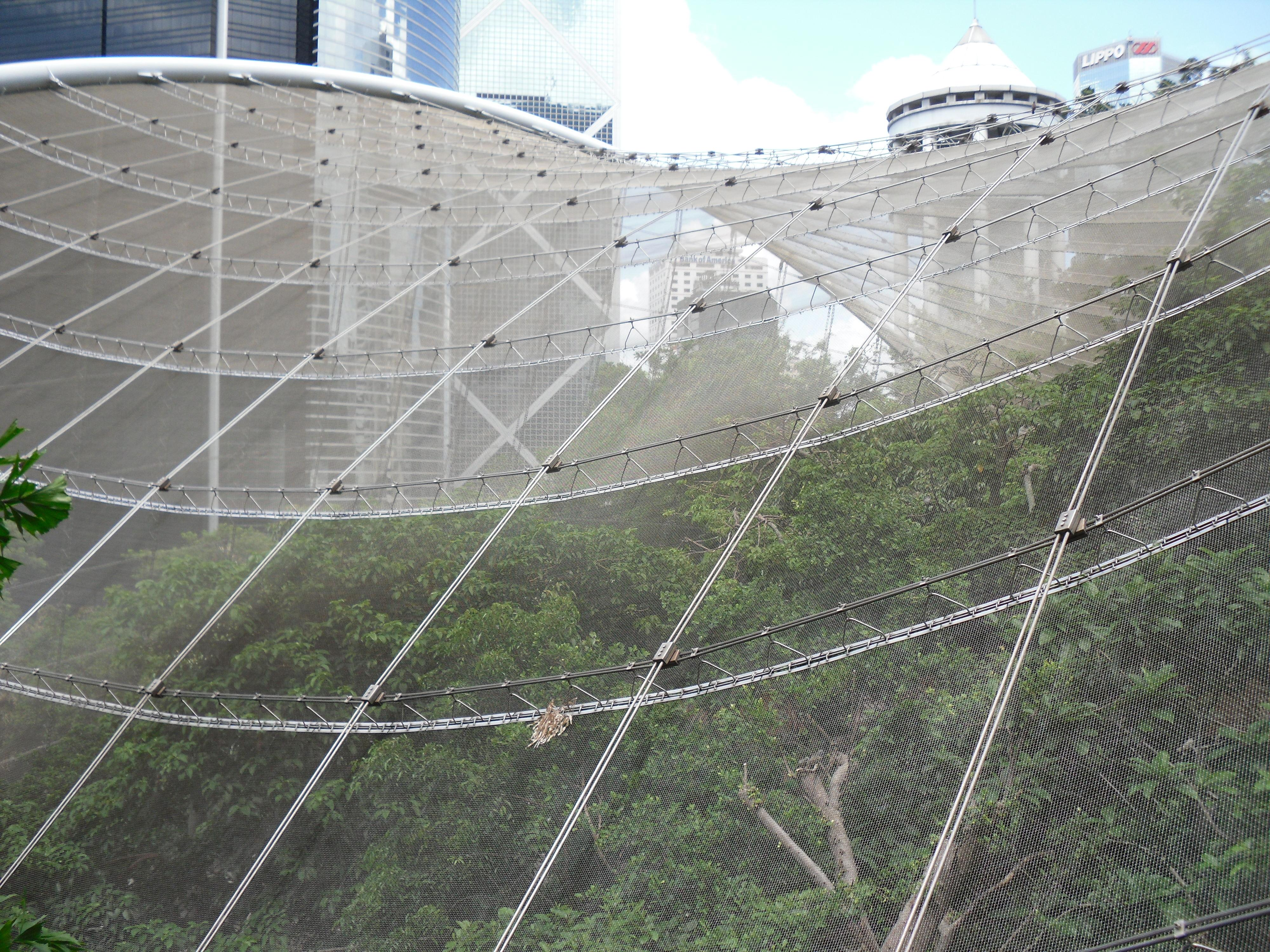
Außenansicht des Edward Youde Aviary

Das Edward Youde Aviary (chinesisch 尤德觀鳥園 / 尤德观鸟园) ist ein 1992 eröffneter Vogelpark in Hongkong. Er befindet sich im Central and Western District im Ortsteil Admiralty am Nordosthang des Victoria Peak. Die Voliere ist Teil des 8 Hektar großen Hong Kong Parks. Der Name des Vogelparks ehrt Edward Youde einen ehemaligen Gouverneur Hongkongs.

## Anlagenkonzept
Den Mittelpunkt des Edward Youde Aviary bildet eine 3000 Quadratmeter große und 30 Meter hohe Freiflughalle. Die vorhandene Beschaffenheit des Hangs und des Tals des Victoria Peak mit Felsen, Pflanzen und Wasserfällen wurde zusätzlich mit tropischen Pflanzen versehen, um den Vögeln einen Lebensraum zu schaffen, der ihrer natürlichen Umgebung ähnelt. Die Bepflanzung ist so angelegt, dass das Edelstahlnetz, welches die Freiflughalle umgibt, im Innern großenteils verdeckt wird. Eingesetzt wurden u. a. Palmen (Arecaceae), Feigenbäume (Ficus), Lichtnussbäume (Aleurites moluccanus) und Asiatische Kapokbäume (Bombax ceiba). Mitten durch die Halle führt eine hölzerne Hängebrücke, die es den Besuchern ermöglicht, durch die üppige Pflanzenwelt zu gehen und die Vögel, Bäume und Pflanzen sowie den gesamten Bereich aus verschiedenen Winkeln zu beobachten. Der Weg ist für Rollstuhlfahrer geeignet. Im Tal befindet sich ein See (Waterfowl lake), der den Innenbereich des Vogelparks mit dem Außenbereich zusammenhängend verbindet, ein kleines Sumpfgebiet bildet und die Beobachtung von Wasservögeln ermöglicht. Zu den dort gehaltenen Vogelarten zählen der in Australien heimische Brillenpelikan (Pelecanus conspicillatus), der Rosapelikan (Pelecanus onocrotalus) sowie die ebenfalls aus Australien stammende Radjahgans (Tadorna radjah) und lokale Brandgänse (Tadorna tadorna). Auf Erklärungstafeln werden Hinweise zur Geographie, zur Lebensweise sowie zu weiteren Details der einzelnen Anlagenteile sowie der gezeigten Vogelarten gegeben.

## Artenspektrum
Im Edward Youde Aviary werden rund 550 Vögel aus 70 verschiedenen Arten gehalten. Ein Schwerpunkt dabei stellt die Vogelwelt des Regenwaldes Malaysias dar. Viele Vögel stammen aus einem Bereich, der sich von der Malaiischen Halbinsel und den Großen Sundainseln (Sumatra, Borneo und Java), den Philippinen, den indonesischen Inseln bis hin zu Neuguinea und dem Bismarck-Archipel erstreckt. In der großen Freiflughalle werden sowohl Vögel, die in den höheren Regionen des Regenwaldes leben, als auch solche, die sich überwiegend am Boden aufhalten gezeigt. Am Boden lassen sich Fasane (Phasianidae), Rebhühner (Perdix), Tauben (Columbidae) und Drosseln (Turdidae) beobachten. Die Rufe der Asiatischen Bartvögel (Megalaimidae) und der Gesang verschiedener Singvogelarten vermitteln den Besuchern einen Eindruck über die Geräusche eines Regenwaldes. In der Freiflughalle werden auch bedrohte Arten, beispielsweise der Balistar (Leucopsar rothschildi) gehalten.  Einige wenige Arten, beispielsweise der Weißschopf-Hornvogel (Tropicranus albocristatus) und der Doppelhornvogel (Buceros bicornis) werden in separaten Volieren ausgestellt.

## Galerie

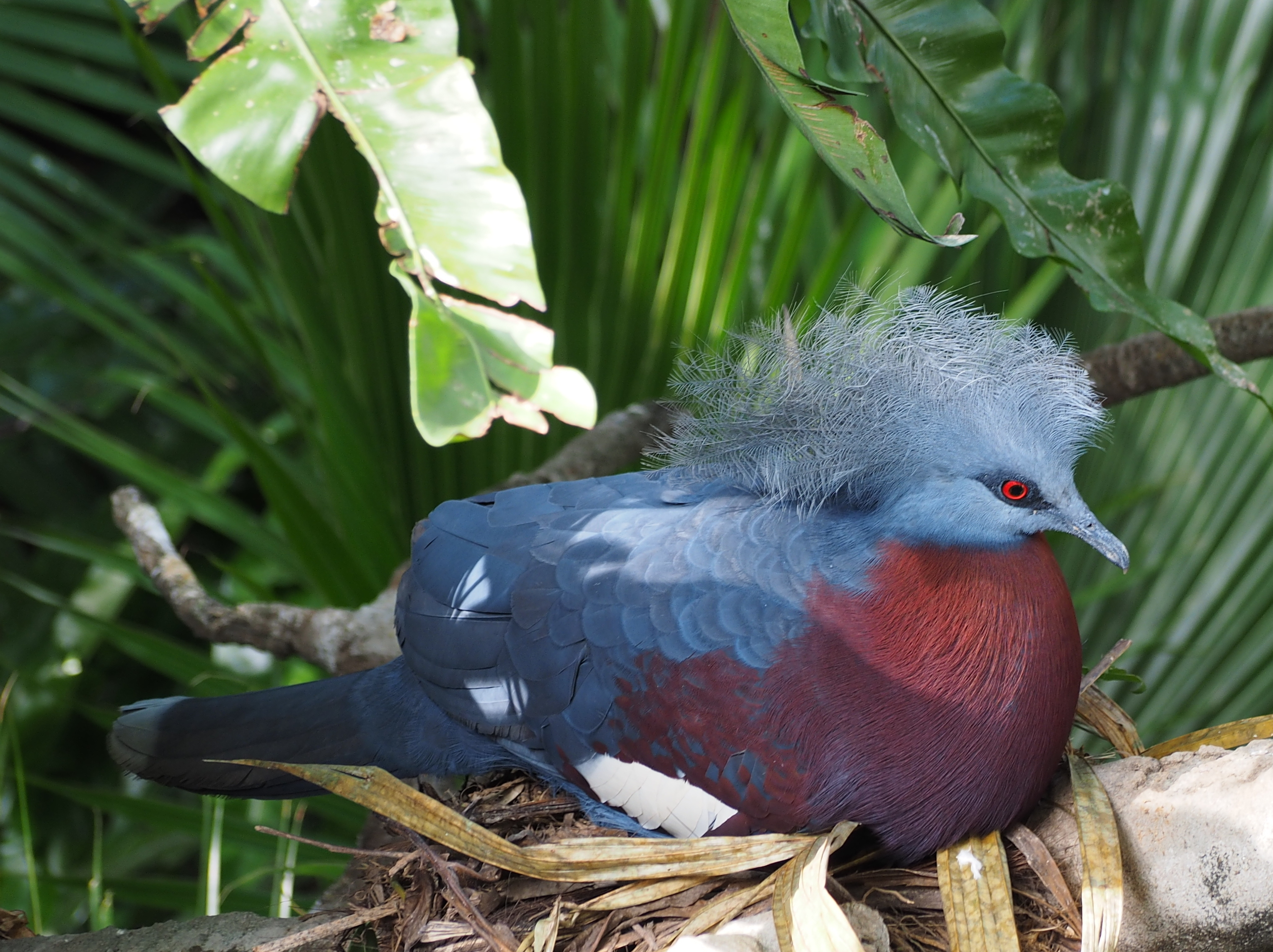
Rotbrust-Krontaube (Goura scheepmakeri)
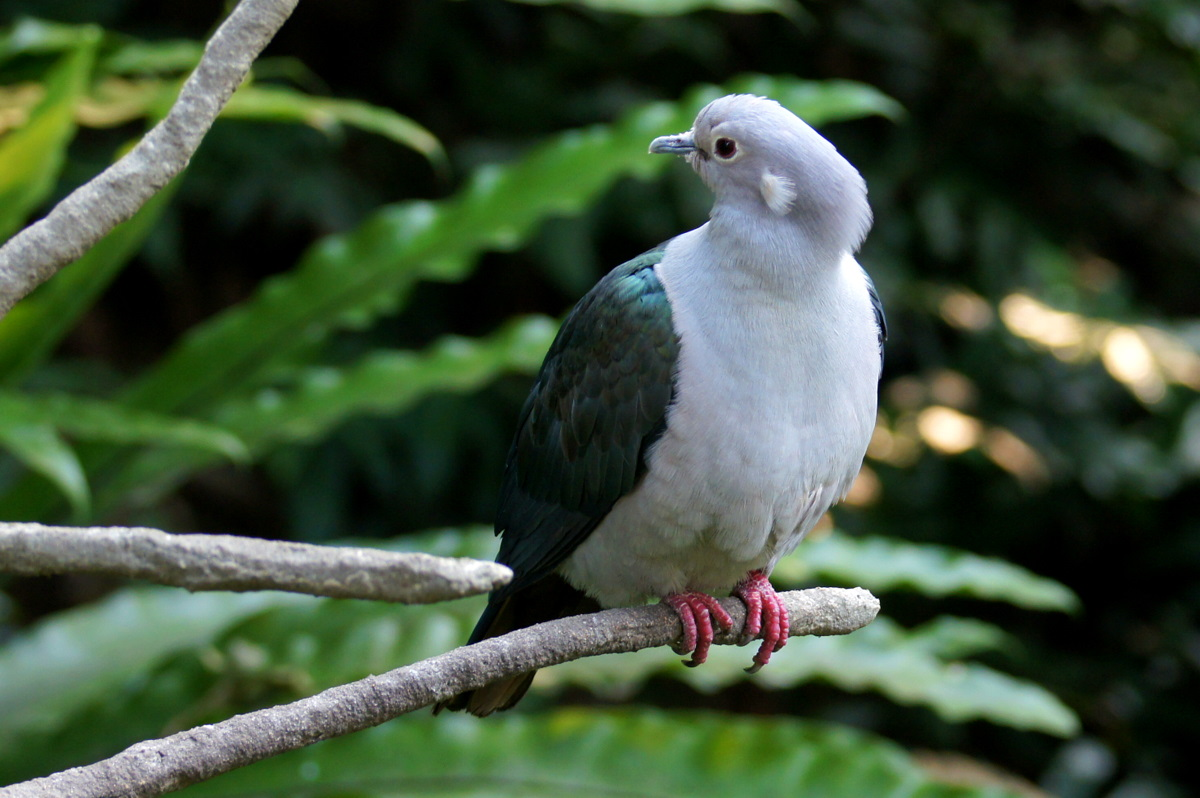
Bronzefruchttaube (Ducula aenea)
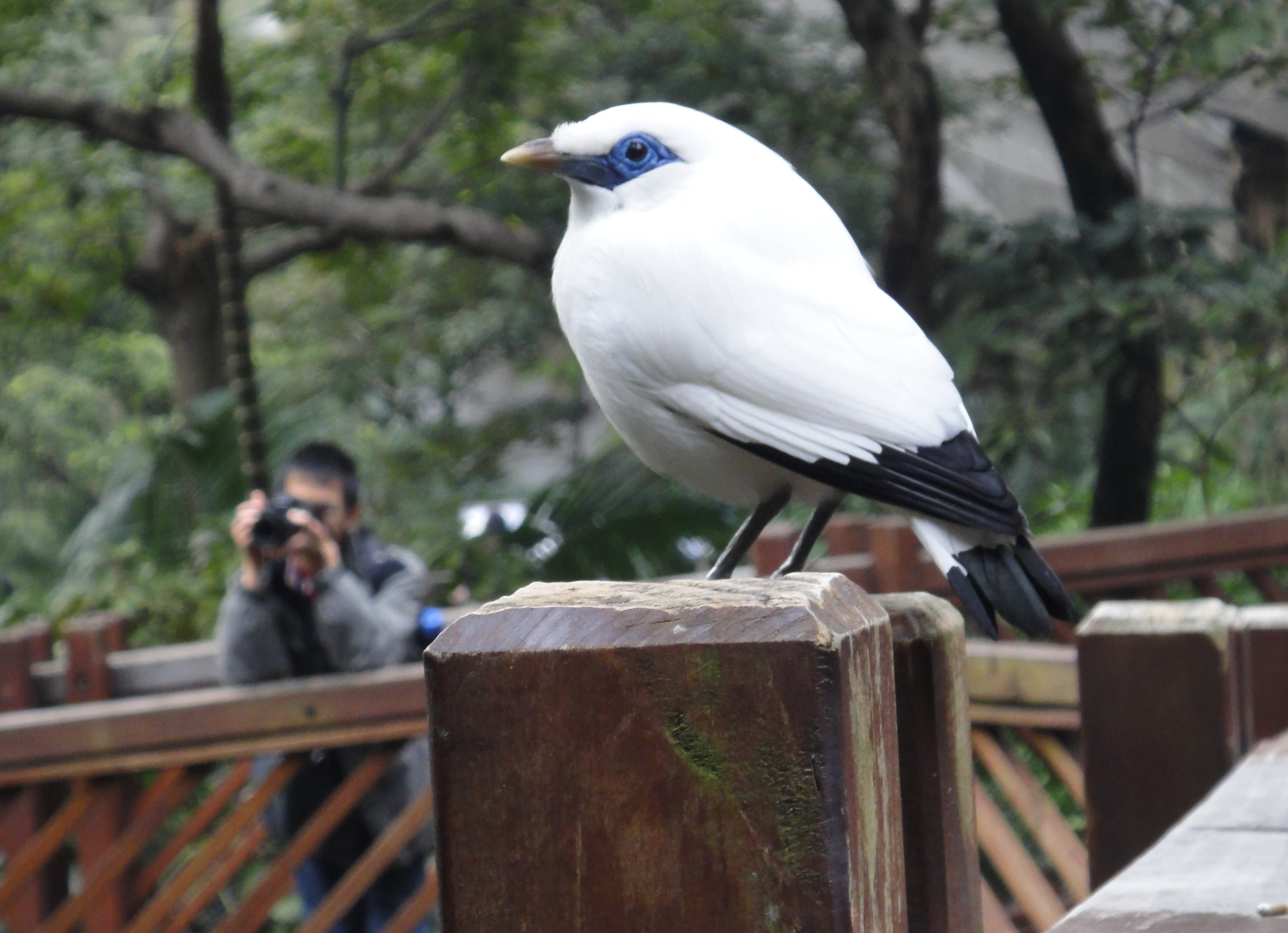
Balistar (Leucopsar rothschildi)
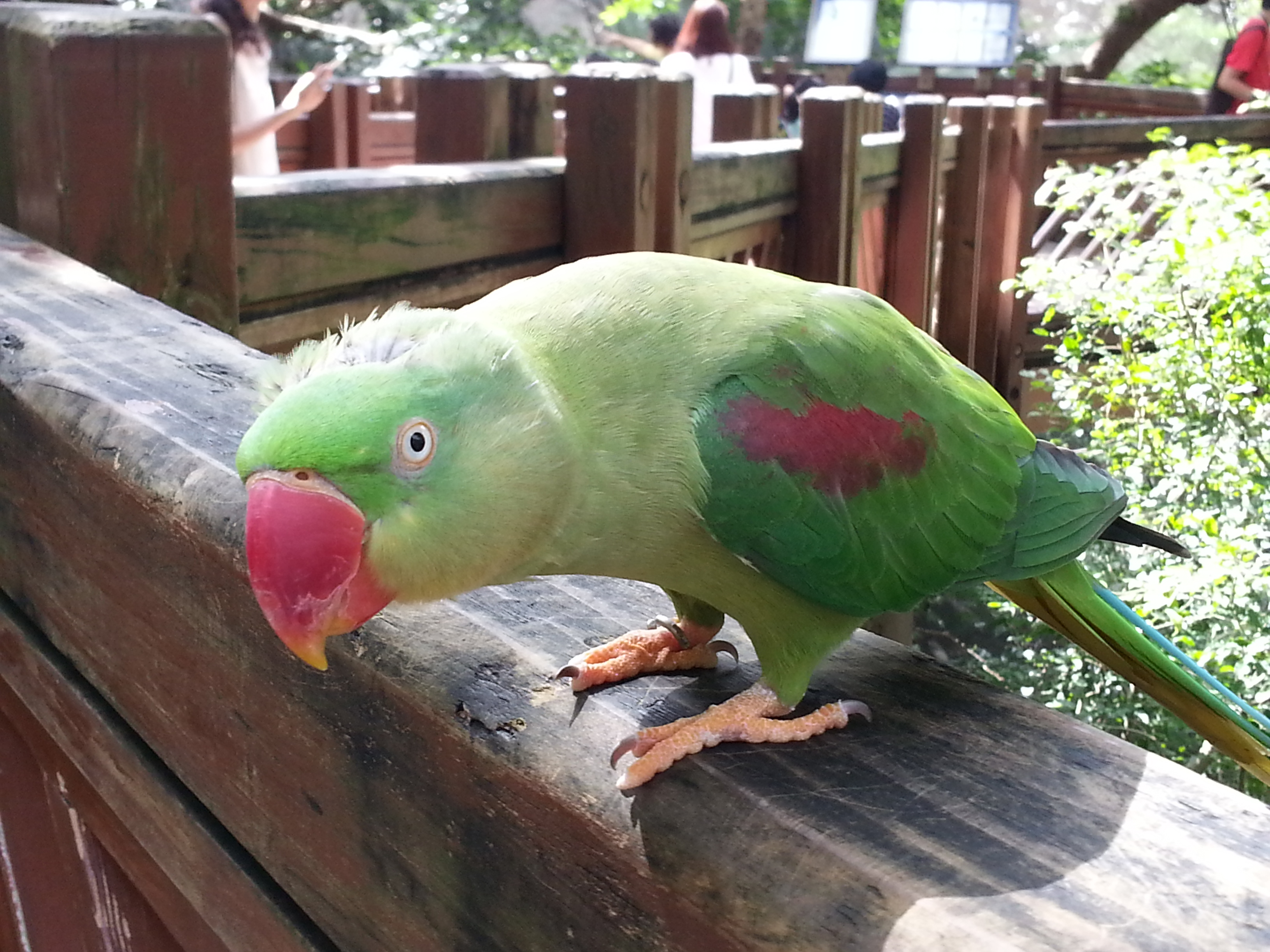
Großer Alexandersittich (Psittacula eupatria)

## Bildungsprogramme
Es werden ornithologische Bildungsprogramme für Schüler und Studenten organisiert. Interessierte Gruppen können außerdem an geführten Besichtigungstouren teilnehmen.